# Engreux
Engreux (en wallon Engroe), en Belgique, est un hameau de l'ancienne commune de Mabompré, depuis la fusion des communes de 1977, section de la ville de Houffalize dans la province de Luxembourg en Région wallonne.

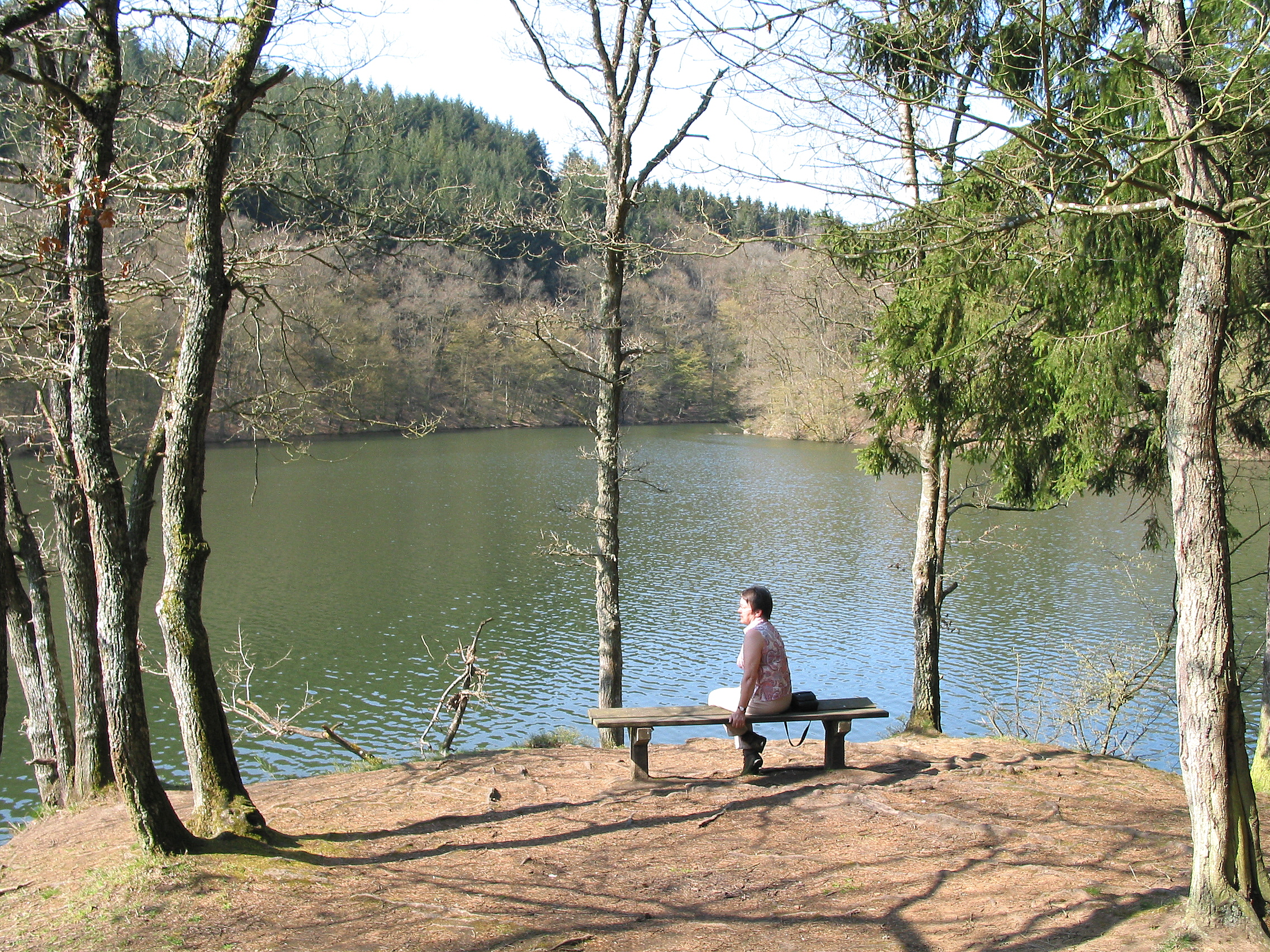
Le confluent des deux Ourthes.

C'est à Engreux que se situe le confluent de l'Ourthe orientale et l'Ourthe occidentale. Depuis 1976, un centre Adeps occupe le site du confluent.

## Lieux-dits
- Nasse de Berbret, pré-barrage sur l'Ourthe Occidentale
- Tomboi ou Tombale, au toponyme prometteur mais dont les fouilles archéologiques de 1986 se sont avérées infructueuses[1].

## Littérature
- C'est à Engreux que se déroulent les grands romans d'Albin-Georges Terrien comme « Vive la Guerre » et « La Glèbe ».
- C'est à Engreux que se déroule l'intrigue policière "La prophétie des nains" de l'auteure belge Line Alexandre.

## Patrimoine
- En novembre 1979, en bordure du chemin menant du village à la « Nasse de Berbret », les labours ont remonté en surface une hachette préhistorique en phtanite dont l'origine reste inconnue[1].
- Église Saint-Antoine de Padoue construite en 1845 en remplacement d'une chapelle datant de 1717.

## Personnalités liées au village
- le journaliste et écrivain Albin-Georges Terrien (°1934) y est né.
- Féodor Konovalov (1912-1944), capitaine de blindé soviétique, prisonnier des Allemands, mis au travail dans les mines du Limbourg, évadé, ayant rejoint la résistance belge, y est abattu par les Allemands et y est inhumé (ancien cimetière)[2].